# ISO 3166-2:VC

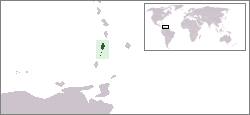
Ubicación de San Vicente y las Granadinas.

ISO 3166-2:VC es la identificación reservada para las subdivisiones principales (provincias o estados) de San Vicente y las Granadinas, definidas según la norma ISO 3166-2, publicada por la Organización Internacional para Estandarización (ISO), la cual define códigos para los nombres de todos los países en la ISO 3166-1.
En la actualidad, los códigos ISO 3166-2 para San Vicente y las Granadinas se definen para 6 parroquias.
Cada código consta de dos partes, separadas por un guion: La primera parte es VC, el código de San Vicente y las Granadinas; la segunda parte consta de dos cifras:
- 01–05: parroquias en la isla de San Vicente
- 06: parroquia en la parte norte de las Granadinas

## Códigos actuales
Los nombres de las subdivisiones están listados en la ISO 3166-2 publicada por la Agencia de Mantenimiento ISO 3166/MA. (ISO 3166/MA).
Pulsa en el botón en el encabezamiento para ordenar cada columna.
| Código | Nombre de la subdivisión (en) | Nombre de la subdivisión (es) |
| ------ | ----------------------------- | ----------------------------- |
| VC-01  | Charlotte                     | Carlota                       |
| VC-06  | Grenadines                    | Granadinas                    |
| VC-02  | Saint Andrew                  | San Andrés                    |
| VC-03  | Saint David                   | San David                     |
| VC-04  | Saint George                  | San Jorge                     |
| VC-05  | Saint Patrick                 | San Patricio                  |

## Cambios
Los siguientes cambios de entradas han sido anunciados en los boletines de noticias emitidos por el ISO 3166/MA desde la primera publicación del ISO 3166-2 en 1998, cesando esta actividad informativa en 2013.
| Parte de noticias | Fecha de emisión | Descripción del cambio en el parte de noticias                              | Código/Cambiode subdivisión          |
| ----------------- | ---------------- | --------------------------------------------------------------------------- | ------------------------------------ |
| Boletín I-8       | 17/4/2007        | Se añaden las subdivisiones administrativas y los caracteres de sus códigos | Subdivisiones añadidas: 6 parroquias |